# كرايغ كامبل (دراج)
كرايغ كامبل (بالإنجليزية: Craig Campbell)‏ هو دراج بريطاني، ولد في 16 يوليو 1969 في إسكس في المملكة المتحدة.